# Стара Радча
Стара Ра́дча — село в Україні, в Народицькій селищній територіальній громаді Коростенського району Житомирської області. Населення становить 16 осіб.

## Історія
У 1906 році село Христинівської волості Овруцького повіту Волинської губернії. Відстань від повітового міста 50 верст, від волості 23. Дворів 27, мешканців 109.
24 лютого 2022 року село було окуповане російськими військами й звільнено у березні того ж року.  